# Apanteles blandus
Apanteles blandus är en stekelart som beskrevs av Vladimir Ivanovich Tobias och Kotenko 1986. Apanteles blandus ingår i släktet Apanteles och familjen bracksteklar. Inga underarter finns listade i Catalogue of Life.